# اچ‌ام‌اس کالدونیا (۱۸۰۸)
اچ‌ام‌اس کالدونیا (۱۸۰۸) (به انگلیسی: HMS Caledonia (1808)) یک کشتی بود که طول آن ۲۰۵ فوت (۶۲ متر) بود. این کشتی در سال ۱۸۰۸ ساخته شد.